# Залісся (Шепетівський район)
Залі́сся — село в Україні, у Понінківській селищній територіальній громаді Шепетівського району Хмельницької області. Населення становить 152 осіб.

## Географія
На південній околиці села протікає річка Глибочок.

## Історія
У 1906 році урочище Полонської волості Новоград-Волинського повіту Волинської губернії. Відстань від повітового міста 48 верст, від волості 12. Дворів 5, мешканців 26.
Село постраждало в часі Голодомору 1932—1933 років, за різними даними, померло до 60 осіб.

## Галерея

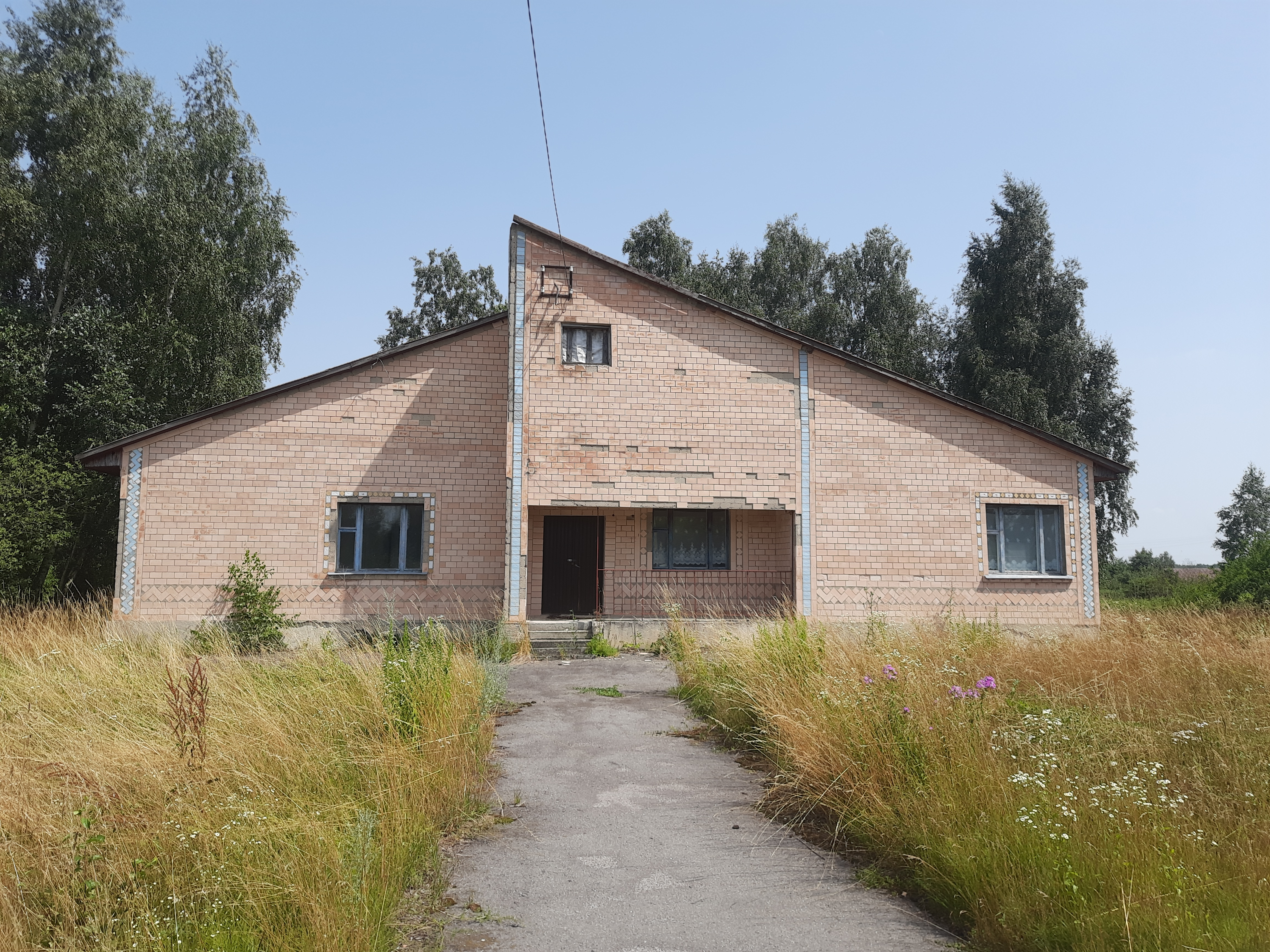
Клуб
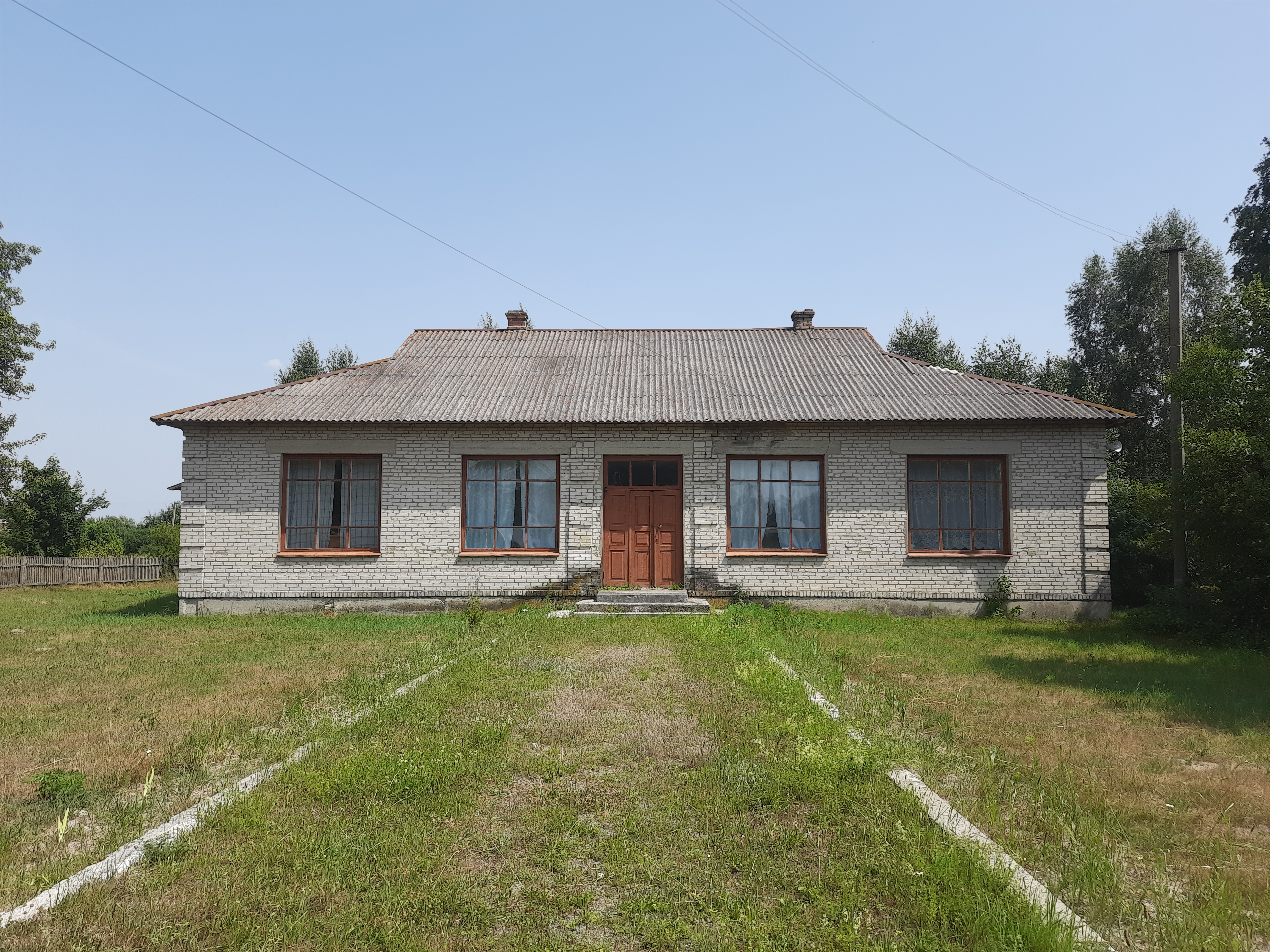
В центрі села
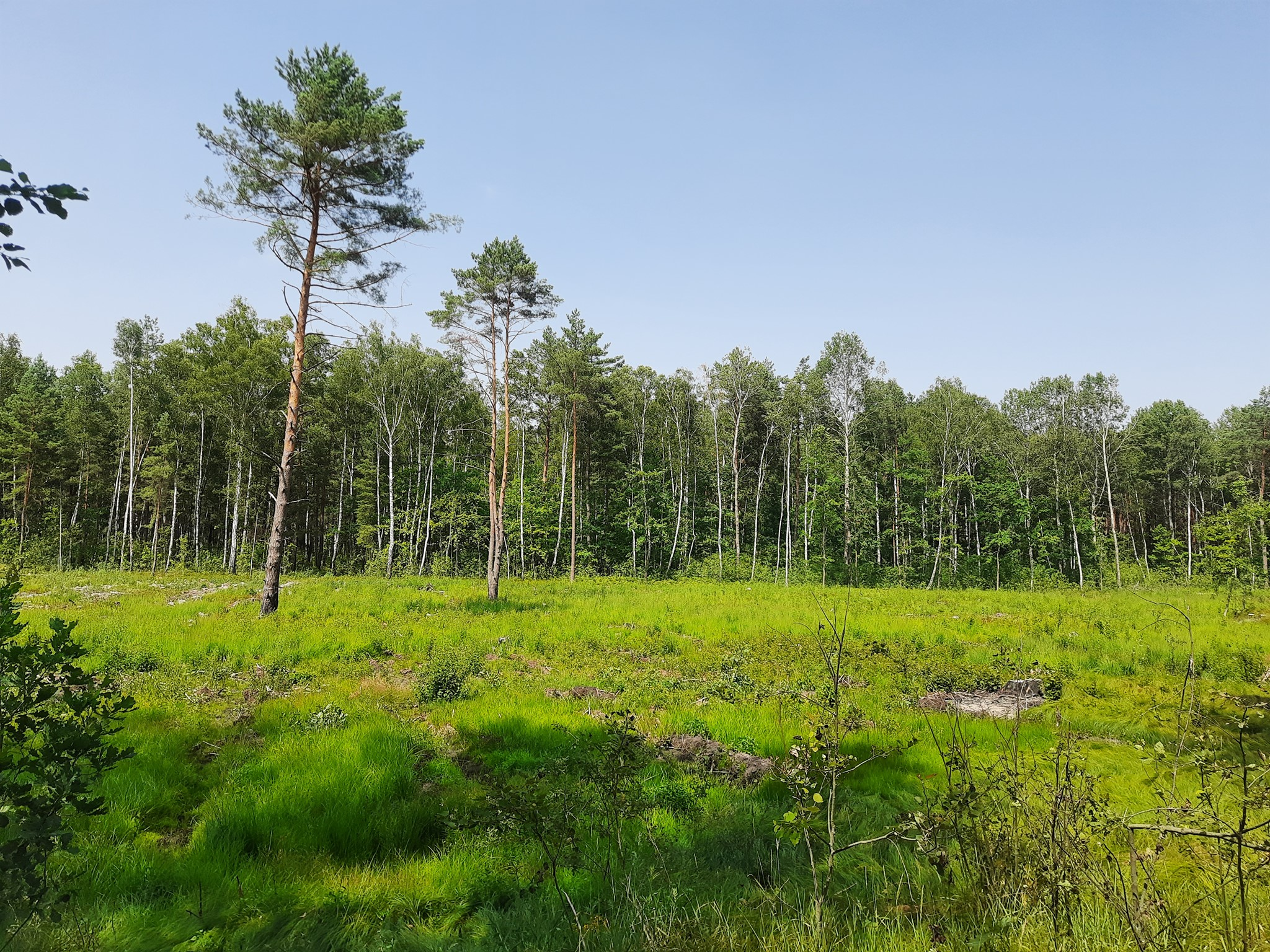
Краєвид біля села